# Levelleři
Levelleři (angl. Levellers, v překladu Rovnostáři) bylo britské politické hnutí 17. století. Zastávali radikální nábožensko-politický proud mezi puritány v době anglické revoluce. Vypracovali návrh anglické ústavy, tzv. Dohodu lidu (1647), v níž požadovali úplné zrušení starých privilegií a povinností, náboženskou svobodu, zrušení vězení pro dlužníky a demokratickou republiku.